# 테살로니키
테살로니키(그리스어: Θεσσαλονίκη 테살로니키[*], 또는 테살로니카, 데살로니가, 살로니카)는 아테네 다음으로 큰 그리스 제2의 도시이자 그리스령 마케도니아 지방과 중앙마케도니아주의 주도이다. 이 도시는 명예 지명으로 그리스의 '공동 수도'(Συμπρωτεύουσα)라고 일컫기도 하며, 비잔티움 제국 때에는 '공동 황제 수도'(συμβασιλεύουσα)라 일컫기도 하였다.
지리적으로는 에게해 북서단 테르마이코스만에 인접해 있는 한편 악시오스강 삼각주 지대 역시 끼고 있다. 2021년 인구 조사에 따르면 테살로니키 시의 인구는 317,778 명에 달하며, 도시권 전역의 인구는 1,091,424명에 달한다. 테살로니키는 그리스에서 경제, 산업, 상업, 정치적으로 제 2의 도시의 자리를 공고히 하고 있다. 동시에 남동부 유럽을 관통하는 교통의 요지이기도 하다. 테살로니키 상업항은 그리스 뿐 아니라 남동부 유럽 배후지역에서도 무척 중요한 항구이다. 아울러 문화적으로는 해마다 다양한 축제가 열리며, 문화 활동이 잦은 그리스의 문화 중심도시로 여겨지기도 한다. 이 도시에서는 해마다 국제 무역 박람회, 국제 영화제를 개최하며 2년마다 그리스 디아스포라 실향민 최대 회합이 열린다.
테살로니키는 그리스 전역에서도 이름난 휴양도시로, 2013년 내셔널 지오그래픽이 선정한 톱 휴양지 가운데 하나로 뽑히기도 했고 2014년에는 파이낸셜 타임스가 유망한 미래의 인문·생활 중심지 중 하나로 테살로니키를 선정하기도 했다.

## 명칭과 어원
도시의 원래 이름은 테살로니케(Θεσσαλονίκη)로서, 카산드로스의 처인 동시에 알렉산드로스 3세의 누이였던 마케도니아의 테살로니케에게서 따왔다. 테살로니케는 테살리아를 뜻하는 테살로스(Θεσσαλός)와 승리를 뜻하는 니케(Νίκη)가 합쳐져 "테살리아의 승리"라는 뜻을 지닌다.

## 역사
기원전 315년 마케도니아의 왕 카산드로스가 건설한 이 도시는 그의 부인이자 알렉산드로스 대왕의 누이의 이름을 따서 테살로니카라는 이름을 붙였다. 마케도니아 치하에서 테살로니키는 독자적인 의회를 가진 도시로 발전하여 한동안 마케도니아 왕국의 중심지 역할을 했다. 기원전 168년 마케도니아 왕국이 로마 공화정에 의해 멸망한 뒤, 20년 후인 기원전 148년부터 테살로니키는 로마 속주였던 마케도니아 속주의 수도가 되었고 기원전 41년 마르쿠스 안토니우스 대에 이르러 로마의 자유시가 되었다.
테살로니키는 로마에 정복된 후, 로마 제국과 비잔티움 제국의 중요한 상업 중심지로 발달하였다. 현 이스탄불인 비잔티움으로부터 현 두러스인 디라키움까지를 가로지르는 간선도로 비아 에냐티아의 핵심 거점 중 하나로서 지목되어, 당대의 테살로니키는 로마와 비잔티움만큼 상공업과 교역이 성행하였다. 또 테살로니키는 벨리카모라바강·악시오스강을 따라가는 계곡 남쪽 끝자락에 있어 발칸반도와 직결되는 거점이었다.
기원후 50년 즈음에는 초기 기독교의 발아지 역할도 했다. 사도 바울로가 이 도시의 교회에 보낸 두통의 편지는 기독교 신약성서에 포함(데살로니가전서와 데살로니가후서)되었다. 또한 306년에는 테살로니키의 데메트리우스가 갈레리우스에 의해 순교하여 수호성인으로서 봉해진다.
293년 로마의 사두정치가 시작되고, 테살로니키는 황제 갈레리우스의 지배를 받게 되면서, 갈레리우스가 이곳을 행정수도로 삼아 황궁·신 히포드롬·개선문·영묘 등과 같은 일련의 건축물을 설립하여 번영했다. 테오도시우스 1세 황제 당시에는 지역 수비대장이 인기 있는 전차 경기 선수를 하옥시킨 것을 계기로 일어난 테살로니키 주민 폭동을 로마 황제의 명령에 따라 로마군들이 진압하면서 주민들을 학살하는 사건이 있었다.
그 이후 동로마 제국에 편입되면서, 6세기와 7세기에 걸쳐 여러 차례 이민족의 공격을 받았다. 732년 비잔티움 황제 레오 3세가 성상(聖像)의 숭배를 금지한 지 2년 만에 로마 교황의 지배권으로부터 분리시켜 콘스탄티노플 총대주교에 종속시켰다. 그러나, 성상파괴주의자인 레오 황제와 그 후계자들이 성상파괴를 자행하는 동안 테살로니키는 성상을 옹호하였고 성상과 예술품을 지키려고 노력했다.
비잔티움 제국의 힘이 약해지면서 수세기 동안 아바르, 불가르족, 노르만족, 라틴인 등이 이 도시를 침략해 파괴행위를 벌였고, 근해에서 이슬람 세력과 잦은 해전을 벌였다. 오스만 제국에게도 계속 시달림을 받다가, 1423년 오스만 제국의 팽창을 저지하기 위해 베네치아 공화국에 양도되었다.

레프코스 피르고스(백탑). 오스만 제국 통치기에 축조되었으며 1535년 1회 재건되었다. 현재는 테살로니키의 대표적인 랜드마크이다.

그러나 그 뒤 1430년에 오스만 제국 술탄인 무라드 2세는 강력한 포병 부대를 앞세워 테살로니키를 점령했다. 통치 세력이 바뀌어서도 테살로니키가 지닌 상업·경제·문화 중심지와 물류 허브로서의 가치는 퇴색되지 않았고, 오스만 제국 치하에서도 스미르나와 더불어 가장 중요한 교역 중심직 가운데 하나로 남았다. 발칸 전쟁(1912년 - 1913년) 중 그리스가 다시 차지해 1913년에 부쿠레슈티 조약에 따라 그리스의 영토가 되었다.
제1차 세계대전 당시에는 독일 제국의 동맹이었던 불가리아 왕국에 맞서는 연합국의 전초기지가 자리잡았다. 또한 전란 중이던 1917년 8월 18일에는 주방 화재가 대화재로 번져 도심지가 전소되고 약 72,000명의 이재민이 생겨나기도 했다. 제2차 세계대전이 발발하자 테살로니키는 이탈리아 왕국의 파시스트 세력으로부터 폭격을 받았고, 이후 나치 독일에게 1941년 점령당했다.
제2차 세계대전 종전 후 해방된 테살로니키는 1970년까지 망가진 도시와 인프라를 재건했다. 1988년에는 2,000년에 걸쳐 남아 있는 고대 건축물들이 문화유산 및 관광자원으로서의 가치를 인정받아 유네스코 세계문화유산으로 선정되었다. 현재 테살로니키는 동남부 유럽을 대표하는 상공업 도시가 됐으며, 테살로니키 항은 발칸반도와 에게해 지역에서 으뜸가는 규모를 자랑하는 항구로 성장해 있다.

## 지리
테살로니키는 아테네에서 약 502km 떨어져 있으며, 도시권은 북쪽으로는 오라이오카스트로부터 남쪽으로는 할키디키반도를 향해서 테르미에 이어지기까지 약 30km를 망라한다.

### 지형
테살로니키는 테르마이코스만 북쪽에 자리잡은 해안도시이며, 남서쪽으로는 호르티아티스산을 접하고 있다. 지리적 변화에 민감한 편이라 옛날부터 지진이 잦았다. 특히 1759년·1902년·1978년·1995년에 강진이 기록되었고, 그 가운데 1978년에 시를 덮친 연쇄 지진은 릭터 규모가 5.5-6.5에 달했다.

### 기후
에게해에 접하고 있는 테살로니키는 기후 역시 에게해의 영향을 크게 받는다. 쾨펜 구분법으로는 크게 지중해성 기후(Csa)가 나타나며 일부 경계에서는 스텝 기후(BSk)가 나타난다. 강수량은 매년 450mm에 달하며, 비는 주로 핀도스산맥에서 불어오는 서풍을 통해 내린다. 그러나 도시에서는 온난 습윤 기후(Cfa)가 나타나기도 한다.
겨울은 다소 건조한 편으로 새벽 서리가 흔하며 바람이 자주 분다. 눈도 내리지만 며칠 동안 잠깐 내렸다가 그친다. 1년에 평균 193일 동안 안개가 낀 모습을 볼 수 있을 정도로 안개가 흔하다. 최저 기온은 -10 °C까지 떨어지며, 1월이 평균 5 °C로 가장 추운 달이다. 반면 여름은 아주 건조하고 더운 날씨가 지속되며, 주로 30 °C 이상의 높은 기온을 유지하지만 40 °C 이상으로 올라가는 날은 드물다. 폭염이 자주 찾아오며 비가 잘 내리지 않지만, 폭풍의 영향을 받고 있을 때는 곧잘 내린다.
| 테살로니키의 기후 | 테살로니키의 기후 | 테살로니키의 기후 | 테살로니키의 기후 | 테살로니키의 기후 | 테살로니키의 기후 | 테살로니키의 기후 | 테살로니키의 기후 | 테살로니키의 기후 | 테살로니키의 기후 | 테살로니키의 기후 | 테살로니키의 기후 | 테살로니키의 기후 | 테살로니키의 기후 |
| 월 | 1월               | 2월               | 3월               | 4월               | 5월               | 6월               | 7월               | 8월               | 9월               | 10월              | 11월              | 12월              | 연간              |
| --- | ----------------- | ----------------- | ----------------- | ----------------- | ----------------- | ----------------- | ----------------- | ----------------- | ----------------- | ----------------- | ----------------- | ----------------- | ----------------- |
| 역대 최고 기온 °C (°F) | 21.2 (70.2)       | 22.9 (73.2)       | 32.0 (89.6)       | 31.0 (87.8)       | 36.0 (96.8)       | 41.4 (106.5)      | 44.0 (111.2)      | 40.4 (104.7)      | 37.3 (99.1)       | 32.2 (90.0)       | 27.0 (80.6)       | 23.6 (74.5)       | 44.0 (111.2)      |
| 일평균 최고 기온 °C (°F) | 9.3 (48.7)        | 10.9 (51.6)       | 14.2 (57.6)       | 19.0 (66.2)       | 24.5 (76.1)       | 29.2 (84.6)       | 31.5 (88.7)       | 31.1 (88.0)       | 27.2 (81.0)       | 21.2 (70.2)       | 15.4 (59.7)       | 11.0 (51.8)       | 20.4 (68.7)       |
| 일일 평균 기온 °C (°F) | 5.3 (41.5)        | 6.6 (43.9)        | 9.4 (48.9)        | 13.3 (55.9)       | 18.3 (64.9)       | 22.8 (73.0)       | 25.1 (77.2)       | 24.7 (76.5)       | 21.1 (70.0)       | 16.0 (60.8)       | 11.1 (52.0)       | 7.0 (44.6)        | 15.1 (59.2)       |
| 일평균 최저 기온 °C (°F) | 1.3 (34.3)        | 2.2 (36.0)        | 4.5 (40.1)        | 7.5 (45.5)        | 12.1 (53.8)       | 16.3 (61.3)       | 18.6 (65.5)       | 18.3 (64.9)       | 14.9 (58.8)       | 10.8 (51.4)       | 6.8 (44.2)        | 3.0 (37.4)        | 9.7 (49.5)        |
| 역대 최저 기온 °C (°F) | −14.0 (6.8)       | −10.0 (14.0)      | −7.0 (19.4)       | −2.0 (28.4)       | 2.8 (37.0)        | 6.0 (42.8)        | 10.0 (50.0)       | 7.8 (46.0)        | 3.0 (37.4)        | −1.0 (30.2)       | −6.2 (20.8)       | −9.8 (14.4)       | −14.0 (6.8)       |
| 평균 강수량 mm (인치) | 36.8 (1.45)       | 38.0 (1.50)       | 40.6 (1.60)       | 37.5 (1.48)       | 44.4 (1.75)       | 29.6 (1.17)       | 23.9 (0.94)       | 20.4 (0.80)       | 27.4 (1.08)       | 40.8 (1.61)       | 54.4 (2.14)       | 54.9 (2.16)       | 448.7 (17.68)     |
| 평균 강수일수 | 11.8              | 11.3              | 12.4              | 11.2              | 10.7              | 7.5               | 5.9               | 4.7               | 5.9               | 8.7               | 11.5              | 12.5              | 114.1             |
| 평균 상대 습도 (%) | 76.1              | 73.0              | 72.4              | 67.8              | 63.8              | 55.9              | 53.2              | 55.3              | 62.0              | 70.2              | 76.8              | 78.0              | 67.0              |
| 평균 월간 일조시간 | 98.7              | 102.6             | 147.2             | 202.6             | 252.7             | 296.4             | 325.7             | 295.8             | 229.9             | 165.5             | 117.8             | 102.6             | 2,337.5           |
| 출처: 세계 기상 기구 (UN), NOAA for data of sunshine hours Hellenic National Meteorological Service for data of relative humidity Greek Weather Records for record highs and lows |                   |                   |                   |                   |                   |                   |                   |                   |                   |                   |                   |                   |                   |

## 인구
| 연도                                                            | 인구      |
| --------------------------------------------------------------- | --------- |
| 100                                                             | 200,000   |
| 1348                                                            | 150,000   |
| 1453                                                            | 40,000    |
| 1679                                                            | 36,000    |
| 1842                                                            | 70,000    |
| 1870                                                            | 90,000    |
| 1882                                                            | 85,000    |
| 1890                                                            | 118,000   |
| 1902                                                            | 126,000   |
| 1913                                                            | 157,000   |
| 1917                                                            | 230,000   |
| 1951                                                            | 297,164   |
| 1961                                                            | 377,026   |
| 1981                                                            | 406,413   |
| 2001                                                            | 954,027   |
| 2011                                                            | 1,030,338 |
| 2021                                                            | 1,091,424 |
| From 2001 on, data on the city's metropolitan area. References: |           |

## 정치와 행정

테살로니키 시(빨간색)와 대도시권(파란색, 초록색)

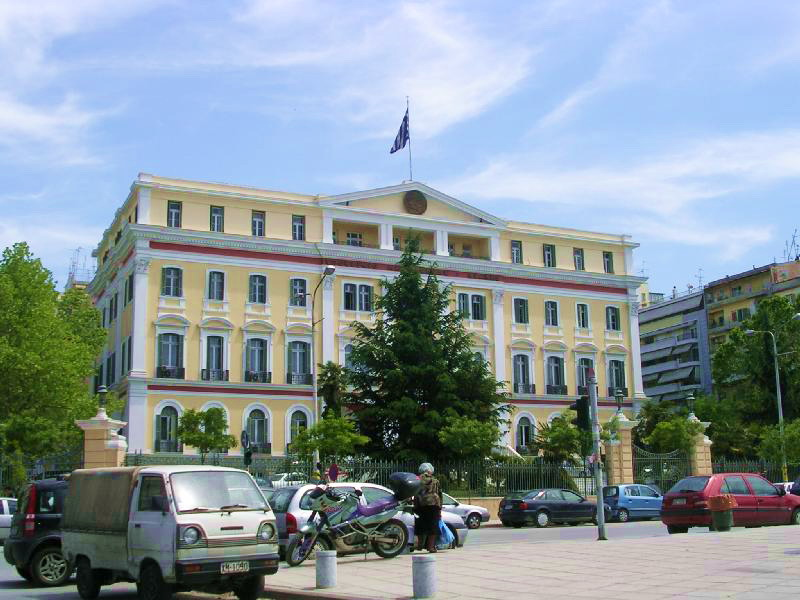
오스만 제국 대에 세워진 테살로니키 정부 청사

테살로니키 도시권(그리스어: Πολεοδομικό Συγκρότημα Θεσσαλονίκης)은 테살로니키 시·칼라마리아·네아폴리시키에스·파블로스멜라스·코르델리오에보스모스·암펠로키포이메네메니·필라이아호르티아티스 등 자치시(그리스어: Δήμοι) 6개로 이루어져 있다. 이 가운데 필라이아호르티아티스는 필라이아·파노라마 등 하부 지자체를 2개 포함한다.
테살로니키 시(그리스어: Δήμος Θεσαλονίκης)는 아테네에 이어서 그리스 전역에서 둘째가는 인구를 갖고 있는 도시이다. 테살로니키 시의 1대 시장은 1912년 오스만 제국이 시장 제도를 도입하면서 임명한 오스만 사이트 베이(Osman Sait Bey)이며, 현직 시장은 콘스탄티노스 제르바스이다. 2012년 기준으로 예산은 4억 9백만 유로에 달했다.
또한 중앙마케도니아주와 테살로니키현의 주도·현도이기도 하다. 매년 개최되는 테살로니키 국제박람회에서는 그리스 총리가 당의 행정 정책을 발표하는 것이 관례이다. 2010년 그리스 국가 부채 위기 당시 국가의 경제와 전망을 논의하기 위해 내각 전체가 테살로니키에서 회합을 가지기도 했다. 의원은 그리스 의회에서 16석을 차지하며 우세 정당은 신민주주의당이다.

## 교통

### 버스
여행사에서 운행하는 카밀코치 버스로 이스탄불까지 10시간이 소요된다.

### 철도
그리스 경제 위기로 인해 모든 국제 철도 노선이 2011년 2월부터 잠정 연기 됐다. 아테네에서 테살로니키까지 약 7시간이 소요된다.
2006년에 도시철도 공사가 시작되었으며 2020년에 완공됐다.

### 항공
그리스에서 두번째로 큰 규모의 테살로니키 국제공항이 있다.

## 관광

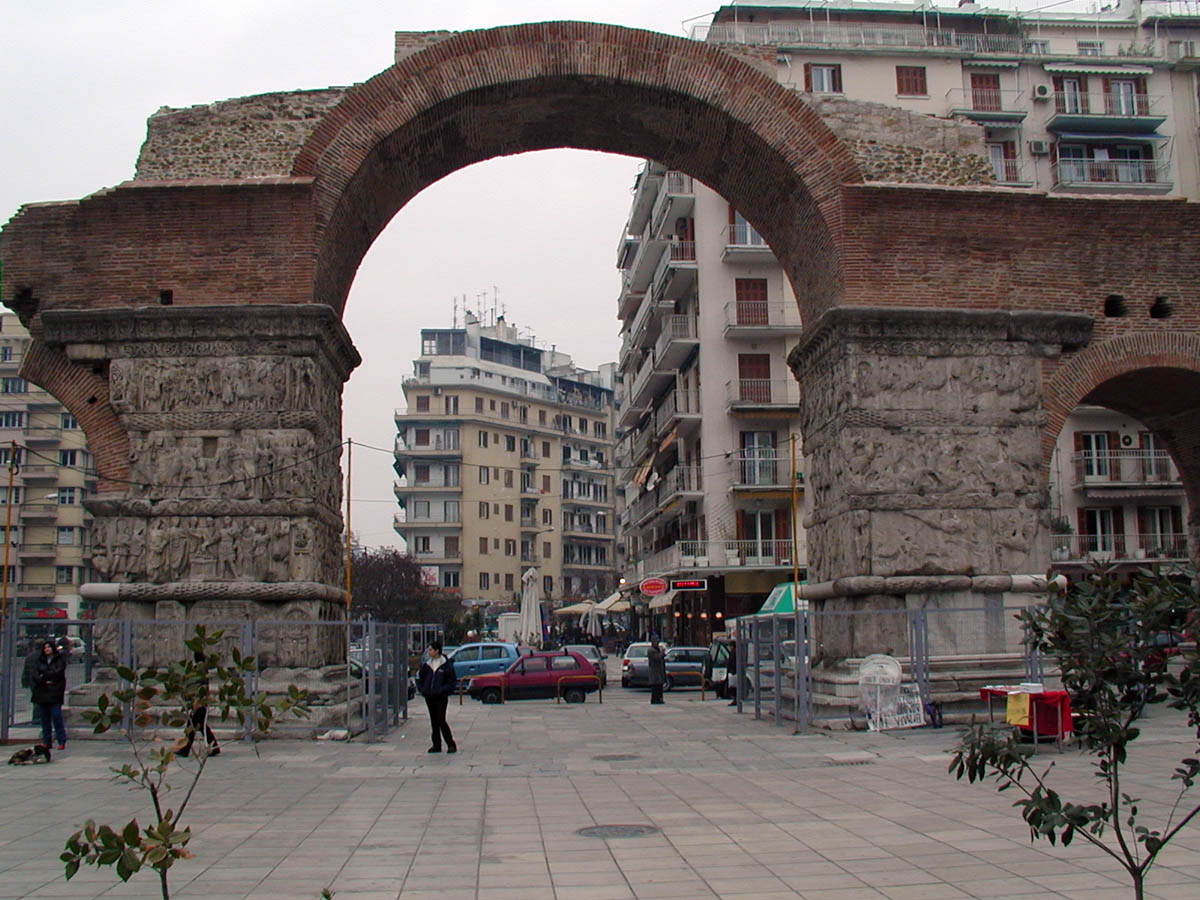
갈레리우스의 개선문
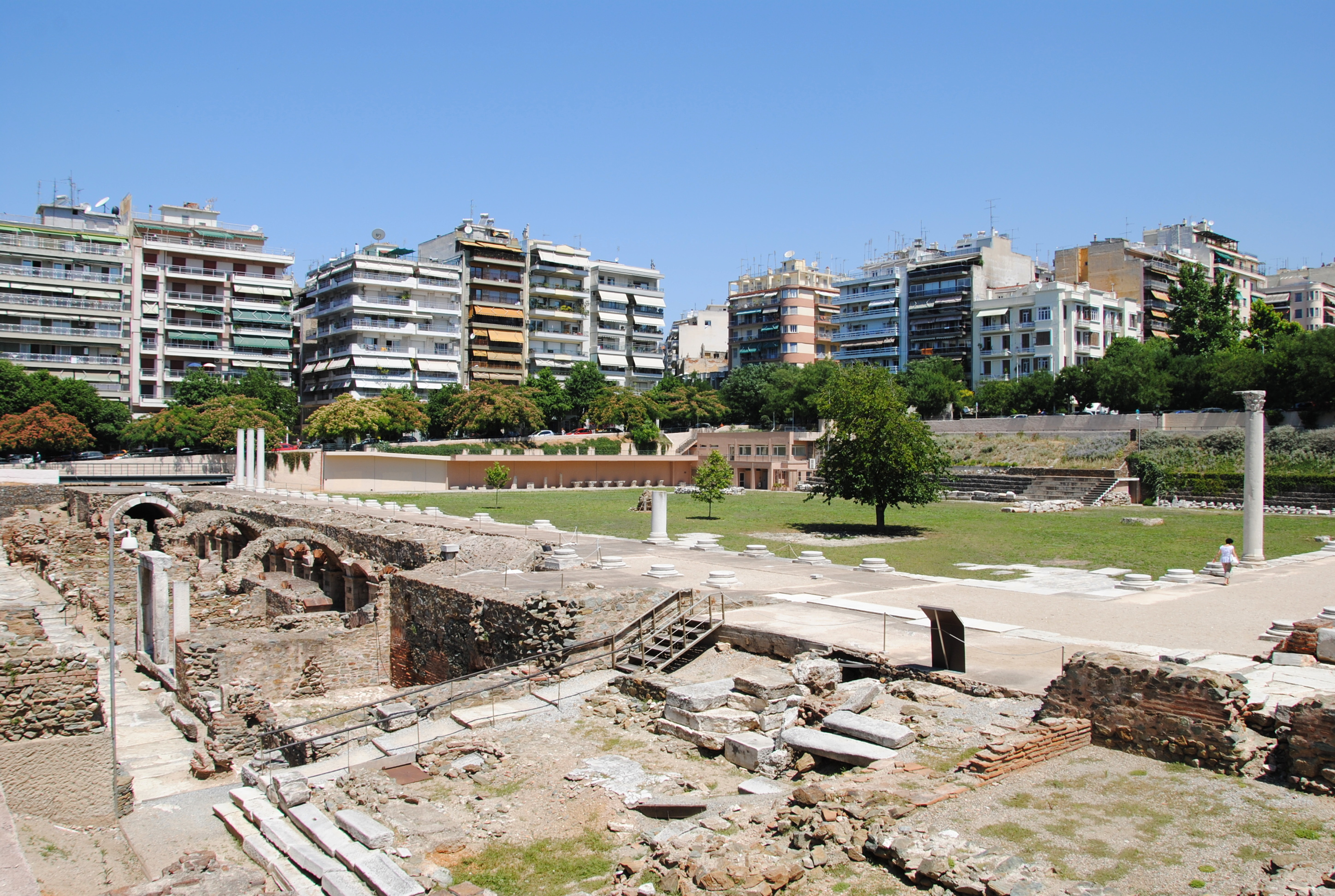
로마 포럼
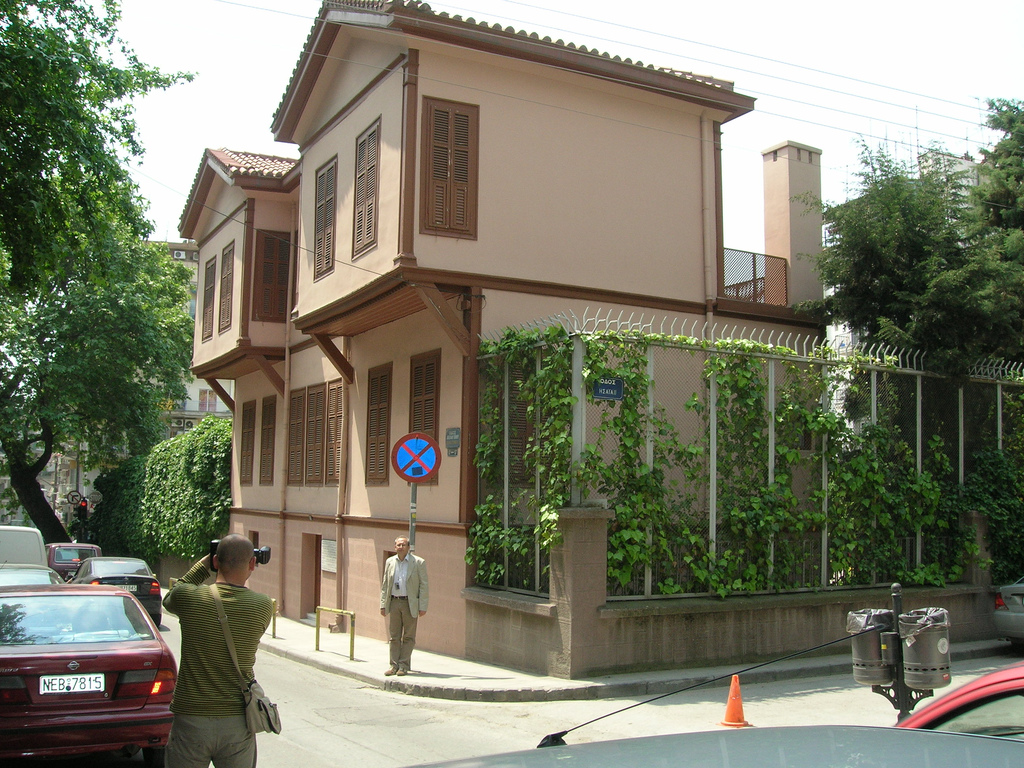
무스타파 케말 아타튀르크 생가
- 성 디미트리우스 성당
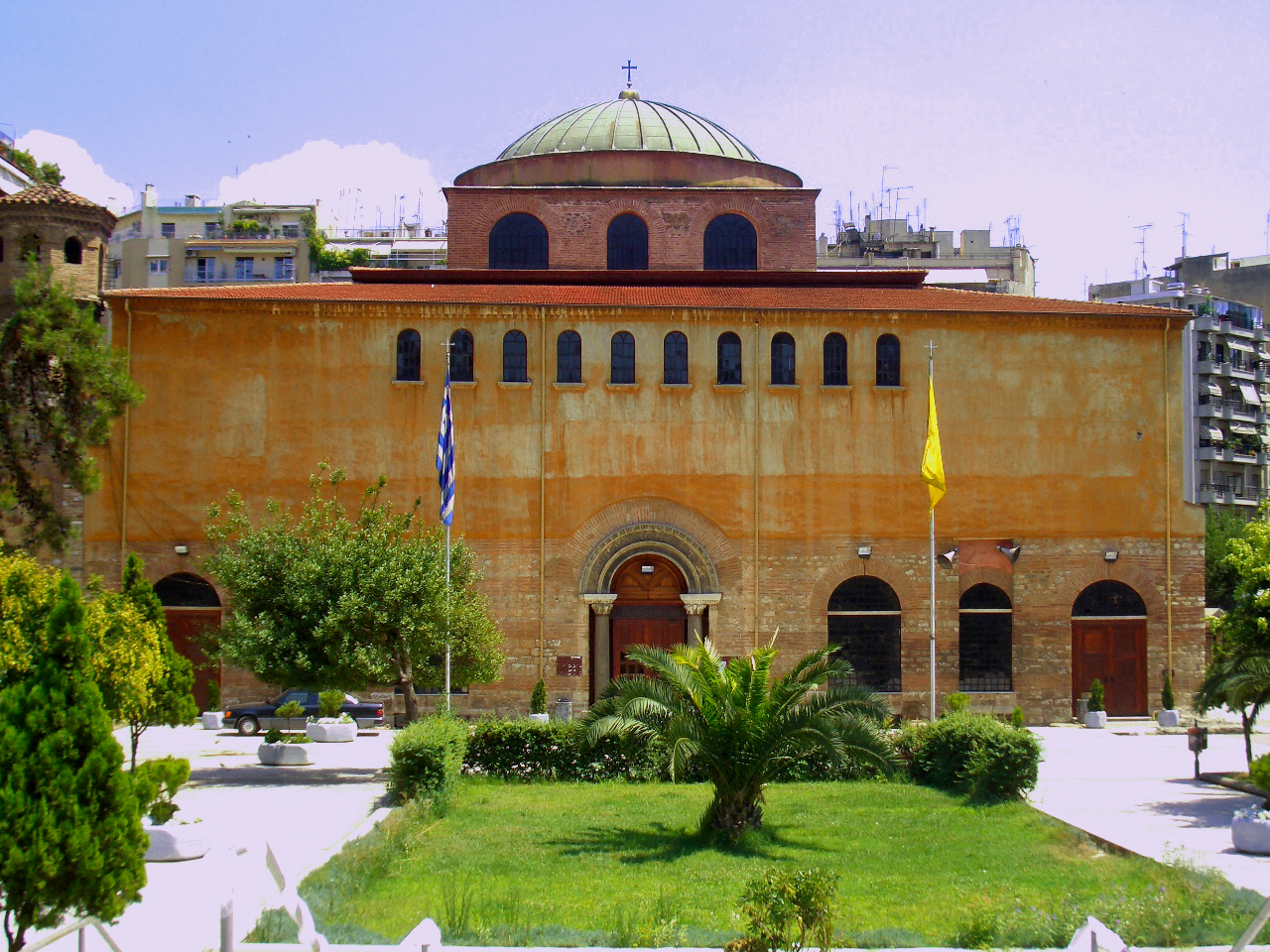
아야 소피아
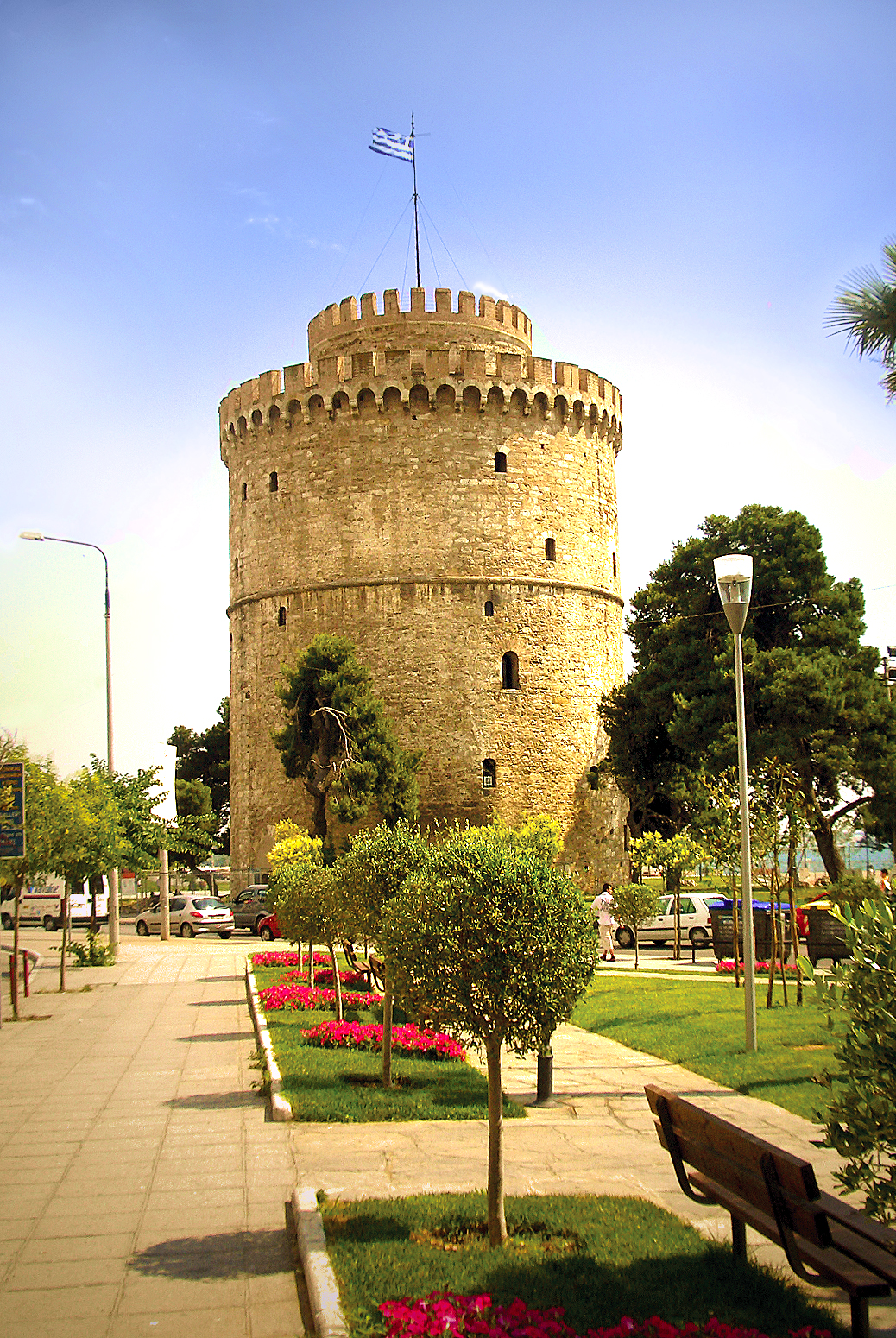
화이트 타워

- 갈레리우스의 개선문
- 로마 포럼
- 무스타파 케말 아타튀르크 생가
- 아야 소피아
- 화이트 타워